# Poultrygeist: Night of the Chicken Dead
Poultrygeist: Night of the Chicken Dead è un film del 2006 diretto da Lloyd Kaufman.
Prodotto dalla Troma. Si tratta di una parodia di Poltergeist - Demoniache presenze e di La notte dei morti viventi.
È stato presentato in anteprima mondiale al Toronto After Dark Film Festival 2006, mentre in Italia è stato presentato in anteprima nell'ottobre 2007, al Ravenna Nightmare Film Festival.
Il film, a basso costo, è stato realizzato con una spesa di 500.000$. È conosciuto anche con il titolo Poultrygeist, mentre il titolo di lavorazione era Poultrygeist: Attack of the Chicken Zombies!.

## Trama
Arbie è un nerd che torna sul luogo del suo primo e unico incontro romantico, il cimitero indiano Ancient Tromahawk Tribe Indian Burial Ground di Tromaville. Arrivato sul luogo, scopre che il cimitero è stato abbattuto ed è stato sostituito da un fast food, l'American Chicken Bunker. Inoltre scopre che la sua fidanzata, Wendy si è trasformata da ragazza timida in una lesbica liberal che protesta contro le multinazionali statunitensi.
Dopo aver fatto un'ulteriore scoperta, vale a dire che Wendy si è fidanzata con la brutale Micki, Arbie si fa assumere nel fast food. Lì conosce i pittoreschi e stravaganti impiegati: il manager afroamericano Denny, la musulmana Humus, l'animalista Carl Jr., il messicano Paco Bell e un misterioso uomo sessantenne che lavora nel fast food da molti anni.
Tutti questi personaggi dovranno affrontare un orribile attacco di polli divenuti zombi dopo essere stati posseduti dagli spiriti degli indiani che riposavano nel cimitero abbattuto.

## Accoglienza

### Critica
Il film ha riscosso un buon successo di critica, da parte delle riviste di genere horror e da parte dei siti specializzati. Anche la celebre rivista Variety ha apprezzato il film.

## Promozione
- «Humans... the other white meat... Unless you're black, then it's dark meat... Or if you are Asian, then it's yellow meat... Or if you are Native American, it's red meat...»
«Uomini... l'altro tipo di carne bianca... e se sei nero... sei carne nera... e se sei cinese, sei carne gialla... e se sei un nativo americano, sei carne rossa...»;
- «Poultrygeist: Attack of the Chicken Zombies!, a fromage to Takashi Miike, is the next planned offering in Troma Entertainment's thirty-plus-years-long tradition of wildly successful low-budget, high-concept, one-of-a-kind cinematic creations designed to satisfy the hunger for reel entertainment»
«"Poultrygeist: Attack of the Chicken Zombies!", un saporito omaggio a Takashi Miike, è il prossimo film offerto dalla tradizione di oltre trent'anni di successi selvaggi, a basso costo ma ad alto potenziale della Troma Entertainment, una serie di creazioni cinematografiche miranti a soddisfare la fame per l'intrattenimento cinematografico!».

## Citazioni e riferimenti
- Alcuni nomi dei personaggi richiamano famose catene di ristoranti americani (Arby's, Wendy, Taco Bell, Carl's Jr., Denny's).
- Anche in questo film è presente una sequenza in cui una macchina si ribalta e prende fuoco. Questa sequenza è presente in molti altri film della Troma: Sgt. Kabukiman N.Y.P.D., Tromeo and Juliet, Terror Firmer e Citizen Toxie: The Toxic Avenger IV.
- In una sequenza è visibile il poster di Tromeo and Juliet.
- Uno dei personaggi racconta una precedente esperienza traumatica dove aveva avuto a che fare con dei polli. Il monologo è un'evidente parodia di quello di Robert Shaw sulla tragedia della Indianapolis nel film Lo squalo.

- Il film si prende molto gioco dei pregiudizi degli Stati Uniti verso il mondo orientale e l'Islam attraverso il personaggio della cameriera Humus. La ragazza viene presentata come una fedele molto devota alla sua religione al punto da avere addirittura il tappetino privato che usa per pregare verso la Mecca. Oltre ad avere la divisa da lavoro dell'American Chicken Bunker, la ragazza veste anche un burqa che le fa vedere solamente gli occhi. Gli altri colleghi la chiamano erroneamente "Hamas" (ossia pronunciano, all'inglese, la U come se fosse una A), chiaro riferimento al partito palestinese. Subito dopo la ragazza si infuria e dice "Ogni volta che fate così, mi fate arrabbiare a tal punto da scoppiare!!!" e gli altri colleghi le gridano: "Ferma!!!" e cercano un riparo (riferimento ai kamikaze islamici).